# Ulvsbyn och Mosstorp
Ulvsbyn och Mosstorp var en av SCB avgränsad och namnsatt småort i Karlstads kommun, Värmlands län. Den omfattade bebyggelse i de två grannbyarna i Alsters socken. Sedan 2015 räknas denna bebyggelse som en del i tätorten Vallargärdet.